# Karol Orszulik
Karol Orszulik (ur. 9 października 1853 w Kończycach Małych, zm. 23 stycznia 1931 w Cieszynie) – polski nauczyciel.
Ukończył szkołę ludową w Kończycach Małych, gimnazjum katolickie w Cieszynie i filozofię na Uniwersytecie Wiedeńskim. Był suplentem, a od 1882 roku profesorem cieszyńskiego gimnazjum. W latach 1912–1913 roku uczył w Wiedniu. W 1919 roku przeprowadził się do Krems an der Donau, a w 1922 roku powrócił do Cieszyna, gdzie zmarł. Był autorem słownika polsko-niemieckiego i niemiecko-polskiego, historii cieszyńskiego gimnazjum oraz artykułów z dziedziny literatury klasycznej.